# 徳島県第2区
徳島県第2区（とくしまけんだい2く）は、日本における衆議院の小選挙区。

## 区域

### 現在の区域
2013年（平成25年）公職選挙法改正以降の区域は以下のとおりである。2013年に3区の廃止に伴い、区割が変更され旧3区より吉野川市、美馬市（旧穴吹町・木屋平村地区）、美馬郡を吸収した（美馬市南部・美馬郡は事実上2区への復帰）。
- 鳴門市
- 吉野川市
- 阿波市
- 美馬市
- 三好市
- 板野郡
- 美馬郡
- 三好郡

### 2002年から2013年までの区域
2002年（平成14年）公職選挙法改正から2013年の小選挙区改定までの区域は以下のとおりである。※旧区域（2）
- 鳴門市
- 板野郡
- 阿波郡
- 美馬郡
  - 脇町
  - 美馬町
- 三好郡

### 2002年以前の区域
1994年（平成6年）公職選挙法改正から2002年の小選挙区改定までの区域は以下のとおりである。※旧区域（1）
- 鳴門市
- 板野郡
  - 北島町
  - 藍住町
  - 板野町
  - 上板町
  - 吉野町
  - 土成町
- 阿波郡
- 美馬郡
- 三好郡

## 歴史
小選挙区制初の選挙である第41回では当時の主要野党である民主党も新進党も候補を立てず、事実上自由民主党・山口俊一の信任投票であった。その後、第42回より山口と民主・高井美穂の事実上の一騎討ちとなる。第43回でも接戦となったが山口が再選された（高井は比例復活で初当選）。
第44回では、山口が郵政民営化に反対して無所属で立候補。自民党は岡本芳郎とのコスタリカ方式で1区に交互出馬し、今回は比例単独の予定だった七条明を刺客として擁立。結果は山口が七条に対して優勢に戦いを進め、この二人の争いに埋没した形の高井も突き放し当選した。（山口は後に復党。）七条も比例順位が上位ということもあって復活当選。高井は比例でも次点に終わるが、後に他の民主党比例選出議員の議員辞職に伴い繰り上げ当選した。そして第45回では民主大勝の風に乗り高井が悲願の選挙区議席を獲得。山口は比例復活に回った。第46回では逆に山口が当選。高井は比例復活もならなかった。
第47回は高井が出馬せず、共産以外の他党が候補を立てない中で、山口が圧勝した。第48回も幸福実現党が候補を立てた以外は同じ構図となり山口が再選。第49回は山口対「野党第1党所属候補」対共産候補という構図となったが、ここでも山口が再選。
第50回では前徳島県知事の飯泉嘉門が国民民主党の推薦を受け無所属で立候補。さらに日本維新の会も初の候補者を擁立し4名での戦いとなったが、飯泉を振り切って辛くも山口が再選した。

## 小選挙区選出議員
| 選挙名                 | 年                 | 当選者   | 党派       | 備考        |
| ---------------------- | ------------------ | -------- | ---------- | ----------- |
| 第41回衆議院議員総選挙 | 1996年（平成8年）  | 山口俊一 | 自由民主党 | 旧区域（1） |
| 第42回衆議院議員総選挙 | 2000年（平成12年） | 山口俊一 | 自由民主党 | 旧区域（1） |
| 第43回衆議院議員総選挙 | 2003年（平成15年） | 山口俊一 | 自由民主党 | 旧区域（2） |
| 第44回衆議院議員総選挙 | 2005年（平成17年） | 山口俊一 | 無所属     | 旧区域（2） |
| 第45回衆議院議員総選挙 | 2009年（平成21年） | 高井美穂 | 民主党     | 旧区域（2） |
| 第46回衆議院議員総選挙 | 2012年（平成24年） | 山口俊一 | 自由民主党 | 旧区域（2） |
| 第47回衆議院議員総選挙 | 2014年（平成26年） | 山口俊一 | 自由民主党 |             |
| 第48回衆議院議員総選挙 | 2017年（平成29年） | 山口俊一 | 自由民主党 |             |
| 第49回衆議院議員総選挙 | 2021年（令和3年）  | 山口俊一 | 自由民主党 |             |
| 第50回衆議院議員総選挙 | 2024年（令和6年）  | 山口俊一 | 自由民主党 |             |

## 選挙結果
時の内閣：第1次石破内閣 解散日：2024年10月9日 公示日：2024年10月15日
当日有権者数：25万797人 最終投票率：51.86%（前回比：0.87%） （全国投票率：53.85%（2.08%））
| 当落 | 候補者名 | 年齢 | 所属党派     | 新旧 | 得票数   | 得票率 | 惜敗率 | 推薦・支持     | 重複 |
| ---- | -------- | ---- | ------------ | ---- | -------- | ------ | ------ | -------------- | ---- |
| 当   | 山口俊一 | 74   | 自由民主党   | 前   | 55,830票 | 43.86% | ――     | 公明党推薦     |      |
|      | 飯泉嘉門 | 64   | 無所属       | 新   | 52,151票 | 40.97% | 93.41% | 国民民主党推薦 | ×    |
|      | 祝聡     | 55   | 日本維新の会 | 新   | 11,122票 | 8.74%  | 19.92% |                | ○    |
|      | 濱共生   | 43   | 日本共産党   | 新   | 8,198票  | 6.44%  | 14.68% |                |      |

時の内閣：第1次岸田内閣 解散日：2021年10月14日 公示日：2021年10月19日
当日有権者数：26万655人 最終投票率：50.99%（前回比：6.58%） （全国投票率：55.93%（2.25%））
| 当落 | 候補者名   | 年齢 | 所属党派   | 新旧 | 得票数   | 得票率 | 惜敗率 | 推薦・支持 | 重複 |
| ---- | ---------- | ---- | ---------- | ---- | -------- | ------ | ------ | ---------- | ---- |
| 当   | 山口俊一   | 71   | 自由民主党 | 前   | 76,879票 | 59.50% | ――     | 公明党推薦 | ○    |
|      | 中野真由美 | 50   | 立憲民主党 | 新   | 43,473票 | 33.65% | 56.55% |            | ○    |
|      | 久保孝之   | 58   | 日本共産党 | 新   | 8,851票  | 6.85%  | 11.51% |            |      |

- 中野は落選後、北島町議会議員選挙に当選し町議に復帰。

時の内閣：第3次安倍第3次改造内閣 解散日：2017年9月28日 公示日：2017年10月10日
当日有権者数：27万1975人 最終投票率：44.41%（前回比：0.48%） （全国投票率：53.68%（1.02%））
| 当落 | 候補者名 | 年齢 | 所属党派   | 新旧 | 得票数   | 得票率 | 惜敗率 | 推薦・支持 | 重複 |
| ---- | -------- | ---- | ---------- | ---- | -------- | ------ | ------ | ---------- | ---- |
| 当   | 山口俊一 | 67   | 自由民主党 | 前   | 81,616票 | 70.96% | ――     | 公明党推薦 | ○    |
|      | 久保孝之 | 54   | 日本共産党 | 新   | 25,726票 | 22.37% | 31.52% |            |      |
|      | 福山正敏 | 46   | 幸福実現党 | 新   | 7,671票  | 6.67%  | 9.40%  |            |      |

時の内閣：第2次安倍改造内閣 解散日：2014年11月21日 公示日：2014年12月2日 最終投票率：44.89% （全国投票率：52.66%（6.66%））
| 当落 | 候補者名 | 年齢 | 所属党派   | 新旧 | 得票数   | 得票率 | 惜敗率 | 推薦・支持 | 重複 |
| ---- | -------- | ---- | ---------- | ---- | -------- | ------ | ------ | ---------- | ---- |
| 当   | 山口俊一 | 64   | 自由民主党 | 前   | 85,979票 | 74.14% | ――     | 公明党推薦 | ○    |
|      | 久保孝之 | 51   | 日本共産党 | 新   | 29,996票 | 25.86% | 34.89% |            |      |

時の内閣：野田第3次改造内閣 解散日：2012年11月16日 公示日：2012年12月4日 （全国投票率：59.32%（9.96%））
| 当落 | 候補者名 | 年齢 | 所属党派   | 新旧 | 得票数   | 得票率 | 惜敗率 | 推薦・支持 | 重複 |
| ---- | -------- | ---- | ---------- | ---- | -------- | ------ | ------ | ---------- | ---- |
| 当   | 山口俊一 | 62   | 自由民主党 | 前   | 68,526票 | 55.74% | ――     | 公明党推薦 | ○    |
|      | 高井美穂 | 41   | 民主党     | 前   | 44,959票 | 36.57% | 65.61% |            | ○    |
|      | 手塚弘司 | 51   | 日本共産党 | 新   | 9,449票  | 7.69%  | 13.79% |            |      |

- 高井は落選後、徳島県議会議員へ転出。後に、三好市長に当選。

時の内閣：麻生内閣 解散日：2009年7月21日 公示日：2009年8月18日 （全国投票率：69.28%（1.77%））
| 当落 | 候補者名 | 年齢 | 所属党派   | 新旧 | 得票数   | 得票率 | 惜敗率 | 推薦・支持 | 重複 |
| ---- | -------- | ---- | ---------- | ---- | -------- | ------ | ------ | ---------- | ---- |
| 当   | 高井美穂 | 37   | 民主党     | 前   | 85,290票 | 54.72% | ――     |            | ○    |
| 比当 | 山口俊一 | 59   | 自由民主党 | 前   | 68,430票 | 43.91% | 80.23% |            | ○    |
|      | 梅本芳郎 | 47   | 幸福実現党 | 新   | 2,134票  | 1.37%  | 2.50%  |            |      |

- 七条は比例四国ブロック単独で立候補したが、落選。国政引退後、選挙区内の上板町長に当選。

時の内閣：第2次小泉改造内閣 解散日：2005年8月8日 公示日：2005年8月30日 （全国投票率：67.51%（7.65%））
| 当落 | 候補者名   | 年齢 | 所属党派   | 新旧 | 得票数   | 得票率 | 惜敗率 | 推薦・支持 | 重複 |
| ---- | ---------- | ---- | ---------- | ---- | -------- | ------ | ------ | ---------- | ---- |
| 当   | 山口俊一   | 55   | 無所属     | 前   | 62,582票 | 39.55% | ――     |            | ×    |
|      | 高井美穂   | 33   | 民主党     | 前   | 47,199票 | 29.83% | 75.42% |            | ○    |
| 比当 | 七条明     | 54   | 自由民主党 | 前   | 43,695票 | 27.61% | 69.82% |            | ○    |
|      | 山本千代子 | 56   | 日本共産党 | 新   | 4,767票  | 3.01%  | 7.62%  |            |      |

- 高井は後に他の民主党比例選出議員の議員辞職に伴い繰上当選。

時の内閣：第1次小泉第2次改造内閣 解散日：2003年10月10日 公示日：2003年10月28日 （全国投票率：59.86%（2.63%））
| 当落 | 候補者名 | 年齢 | 所属党派   | 新旧 | 得票数   | 得票率 | 惜敗率 | 推薦・支持 | 重複 |
| ---- | -------- | ---- | ---------- | ---- | -------- | ------ | ------ | ---------- | ---- |
| 当   | 山口俊一 | 53   | 自由民主党 | 前   | 72,116票 | 51.40% | ――     |            | ○    |
| 比当 | 高井美穂 | 31   | 民主党     | 新   | 62,494票 | 44.54% | 86.66% |            | ○    |
|      | 藤田均   | 43   | 日本共産党 | 新   | 5,689票  | 4.05%  | 7.89%  |            |      |

時の内閣：第1次森内閣 解散日：2000年6月2日 公示日：2000年6月13日 （全国投票率：62.49%（2.84%））
| 当落 | 候補者名 | 年齢 | 所属党派   | 新旧 | 得票数   | 得票率 | 惜敗率 | 推薦・支持 | 重複 |
| ---- | -------- | ---- | ---------- | ---- | -------- | ------ | ------ | ---------- | ---- |
| 当   | 山口俊一 | 50   | 自由民主党 | 前   | 76,746票 | 52.73% | ――     |            | ○    |
|      | 高井美穂 | 28   | 民主党     | 新   | 59,693票 | 41.02% | 77.78% |            | ○    |
|      | 藤田均   | 39   | 日本共産党 | 新   | 9,094票  | 6.25%  | 11.85% |            |      |

時の内閣：第1次橋本内閣 解散日：1996年9月27日 公示日：1996年10月8日 （全国投票率：59.65%（8.11%））
| 当落 | 候補者名 | 年齢 | 所属党派   | 新旧 | 得票数   | 得票率 | 惜敗率 | 推薦・支持 | 重複 |
| ---- | -------- | ---- | ---------- | ---- | -------- | ------ | ------ | ---------- | ---- |
| 当   | 山口俊一 | 46   | 自由民主党 | 前   | 86,663票 | 73.01% | ――     |            | ○    |
|      | 栫浩一   | 34   | 日本共産党 | 新   | 16,576票 | 13.96% | 19.13% |            |      |
|      | 河村洋二 | 48   | 新社会党   | 新   | 15,469票 | 13.03% | 17.85% |            |      |